# Гайрам Бінґем
Га́йрам Бі́нґем (англ. Hiram Bingham; офіційно також Га́йрам Бі́нґем III; 19 листопада 1875, Гонолулу, Гаваї — 6 червня 1956, Вашингтон) — американський археолог-дослідник, підприємець, політик. Відомий відкриттям в 1911 році стародавнього покинутого міста-цитаделі інків Мачу-Пікчу. Пізніше був військовим льотчиком, підприємцем, губернатором штату Конектикут, членом Сенату США.

## Ранній період життя
Гайрам Бінґем народився 19 листопада 1875 року в Гонолулу (Гаваї) у родині протестантського місіонера, який навертав у християнство тубільців цих островів. Йому дали біблійне ім'я на честь тирського царя Гайрама, який постачав ліванські кедри і кипариси цареві Соломонові — для будівництва храму в Єрусалимі. З 1882 по 1892 рік Гайрам Бінґем навчався в Коледжі Оаху (англ. O'ahu College). Ще підлітком спробував втекти з батьківського дому, щоб вирушити у мандри. Згодом поїхав на материк, щоб здобути освіту. Там він вступив до Академії Філліпса в м. Андовері (Массачусетс), яку закінчив 1894 року. Після цього Гайрам Бінґем, здобувши в Єльському університеті ступінь бакалавра гуманітарних наук (1898 р.), навчався в Університеті Каліфорнії, в Берклі (1900), а 1905 — став доктором філософії в Гарвардському університеті. У Єльському університеті він вступив до Братства Акації (англ. Acacia Fraternity), а в Гарварді зацікавився історією та політологією, і одночасно став читати лекції під керівництвом Томаса Вілсона в Принстонському університеті. 1907 року Єльський університет призначив Гайрама Бінґема на посаду лектора з історії Південної Америки.

## Гайрам Бінґем, дослідник

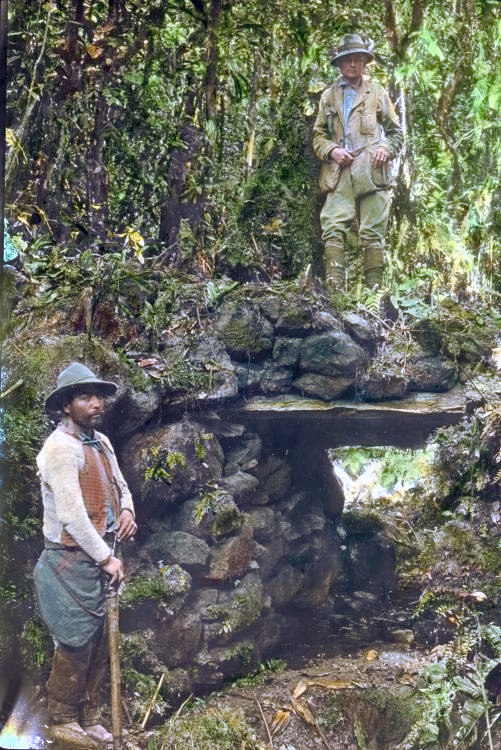
Бінґем (праворуч вгорі) з місцевим проводирем на мості у Вількабамбі в Перу, 1911 р.

Мачу-Пікчу — найвідоміше місто-цитадель цивілізації інків. Саме Гайрам Бінґем і відкрив його 1911 року світові

Хоча Гайрам Бінґем не був професійним археологом, утім, на час відкриття давно забутого міста інків Мачу-Пікчу він викладав історію Південної Америки в Єльському університеті. 1908 року він був делегатом на Першому всеамериканську науковому конгресі в Сантьяго, Чилі. Коли Гайрам Бінґем повертався додому через Перу, місцевий префект переконав його відвідати доколумбове місто Чокекірао (ісп. Choquequirao). 1911 року Гайрам Бінґем опублікував доповідь про цю подорож.
Бінґема захопила ідея пошуку покинутих міст інків, і 1911 року він організував перуанську експедицію Єльського університету. Одне із завдань експедиції — пошук загубленого міста Віткос, останньої столиці інків. 24 липня 1911 року Мельчор Артеага привів Бінґема до Мачу-Пікчу, про яке повністю забули, крім невеликої кількості людей, що жили в найближчій долині (можливо, також знали двоє місцевих місіонерів Томас Пайн (англ. Thomas Payne) і Стюарт Макнейрн (англ. Stuart McNairn), нащадки яких твердять, що вони вже дісталися руїн 1906 року)[джерело?]. Крім того, дослідники з Куско, Енріке Пальма, Ґабіно Санчес та Августін Лізаррага, за їх словами, досягли місця 1901 року.
За підтримки Єльського університету та Національного географічного товариства Гайрам Бінґем здійснив у 1906-1924 роках шість експедіцій до Перу. 
Під час Першої світової війни він став військовим льотчиком, служив у американських військах на теренах Франції, дослуживя до чину підполковника авіації. Пізніше став підприємцем-фінансистом, очолював банк. Потім перейшов до політики, був обраний губернатором штату Конектикут, згодом був обраний членом Сенату США.
В останній раз він відвідав Мачу Пікчу у 1948 році.
Руїни Мачу-Пікчу стали одним із найулюбленіших визначних місць серед туристів у Південній Америці. Гайрам Бінґема ж знають як чоловіка, що привернув увагу світу до історичних пам'яток. Дорогу, по якій від річки Урубамба на автобусах приїзджають туристи, названо на честь Гайрама Бінґема.
Гайрам Бінґема вважають прототипом персонажа Індіана Джонса. А книга цього дослідника «Загублене місто інків» стала бестселером.

## Вшанування пам'яті
- На честь Гайрама Бінґема названо кратер на Місяці[en].